# Thiago Carleto
Thiago Carleto Alves (São Bernardo do Campo, 24 marzo 1989) è un ex calciatore brasiliano, di ruolo difensore.